# Armands Krauze
Armands Krauze (ur. 10 czerwca 1970 w Rydze) – łotewski polityk, agronom i działacz gospodarczy, poseł na Sejm, były przewodniczący Łotewskiego Związku Rolników (LZS), od 2023 minister rolnictwa.

## Życiorys
Ukończył szkołę średnią ze specjalnością technika pszczelarstwa (1988). W 1996 ukończył studia z zakresu agronomii i ogrodnictwa na Łotewskim Uniwersytecie Rolniczym w Jełgawie, a w 2000 uzyskał na tej uczelni magisterium z nauk rolniczych. Zajął się prowadzeniem działalności rolniczej w gminie Krimulda. Członek różnych organizacji gospodarczych, w tym Łotewskiej Izby Przemysłowo-Handlowej i federacji rolników, a także przewodniczący łotewskiego towarzystwa pszczelarskiego. Od 2006 do 2014 był członkiem Europejskiego Komitetu Ekonomiczno-Społecznego.
W 2009 dołączył do Łotewskiego Związku Rolników. W 2010 został wybrany do Sejmu X kadencji, jednak wkrótce po rozpoczęciu kadencji złożył mandat. Ponownie wybierany do łotewskiego parlamentu w 2014, 2018 i 2022 na XII, XIII oraz XIV kadencję. Zajmował stanowisko parlamentarnego sekretarza stanu przy premierze Mārisie Kučinskisie.
W 2019 zastąpił Augustsa Brigmanisa na funkcji przewodniczącego LZS. Na czele partii stał do 2023. We wrześniu 2023 objął urząd ministra rolnictwa w nowo utworzonym rządzie Eviki Siliņi.